# 江 (小惑星)
江 （3751 Kiang）（キアン） は、小惑星帯にある小惑星。エドワード・ボーエルがローウェル天文台で発見した。
中国人の天文学者、江濤に因んで名付けられたと言われている。